# Tú An
Tú An là một xã thuộc thị xã An Khê, tỉnh Gia Lai, Việt Nam.
Xã Tú An có diện tích 35,34 km², dân số năm 2009 là 4.853 người, mật độ dân số đạt 137 người/km².